# すべてのデモの母

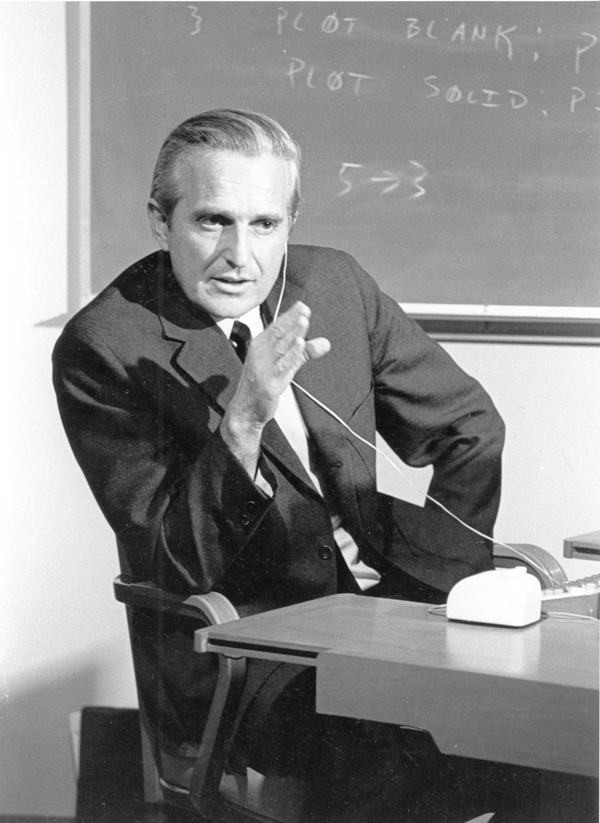
12月9日の本番に向けてデモの予行練習を行うダグラス・エンゲルバート

すべてのデモの母（すべてのデモのはは、英語: The Mother of All Demos）は、1968年12月9日にアメリカのサンフランシスコで米国情報処理学会連合会が主催した秋季合同コンピュータ会議（Fall Joint Computer Conference, FJCC）においてダグラス・エンゲルバートが実施したコンピュータデモンストレーションを指す。デモが先進的かつ画期的な内容だったことから、後年になって「すべてのデモの母」と呼ばれるようになった。
ライブで披露されたデモの目玉は、NLS（oN-Line System）と名付けられた、コンピュータハードウェアとソフトウェアから成る完全なシステムだった。90分間のプレゼンテーションで、ウィンドウやハイパーテキスト、グラフィックス、効率的なナビゲーションおよびコマンド入力、ビデオ会議、マウス、ワープロ、ファイルの動的リンク、バージョン管理システム、リアルタイム共同編集エディターなど、現代のパーソナルコンピューティングで使われている基本的要素の多くが初めて示された。エンゲルバートのプレゼンは、これらの要素をすべて備えた一式のシステムを公開した初めてのデモであった。デモが終わると、会場に来ていた大勢の高度な技術者らからエンゲルバートとそのチームに対して大喝采が送られた。互いに競争心が強く、批判的なコンピューター業界には稀な出来事であった。
このデモは業界に大きな影響を与え、1970年代初頭にパロアルト研究所（PARC）で同様のプロジェクトが立ち上げられるきっかけとなった。NLSの基盤コンセプトとテクノロジーは、1980年代から1990年代にかけて登場したアップルMacintoshとMicrosoft Windowsの両オペレーティングシステムに採用されたグラフィカルユーザーインターフェイス（GUI）に事実上の影響を間接的に与えたと推測される。

## 語源
エンゲルバートの講演を最初に「すべてのデモの母」と呼んだのは、ジャーナリストのスティーブン・レヴィである。レヴィは1994年の著書『Insanely Great: The Life and Times of Macintosh, the Computer that changed Everything』で、この講演の様子を「（エンゲルバートが）落ち着いたミッションコントロールの（ような）声で説明を進め、聴衆は正真正銘の開拓最前線が猛烈な勢いで流れていくのを目の当たりにした。それはすべてのデモの母だった」と書いている。レヴィが「すべての○○の母」という表現を用いた背景には、1991年に始まった湾岸戦争を、当時のイラク大統領、サダム・フセインが「すべての戦いの母」と呼び‌、流行のフレーズとなっていたことがある‌。1968年のデモで見たいくつかのアイデアをFRESSとHESに活かしたアンドリーズ・ヴァン・ダムも、1995年にMITで開かれたヴァネヴァー・ブッシュ・シンポジウムで「すべてのデモの母」に触れながらエンゲルバートを紹介した。この呼び名は、2005年のジョン・マルコフの著書『パソコン創世「第3の神話」』でも使われている。

## 背景
エンゲルバートがオーグメンテーション研究センター（ARC）を設立し、NLSを開発する元になった考えの多くは、第二次世界大戦と初期の冷戦時代の「研究文化」に端を発していた。エンゲルバートのインスピレーションの源として特に注目すべきは、彼が1946年に米海軍のレーダー技士としてフィリピンに駐留していたときに読んだアトランティック誌の記事で、ヴァネヴァー・ブッシュが書いた「As We May Think」である。エンゲルバートは、戦争で得られた科学的知識を正しく使うよう社会を導くには、その知識をしっかり管理し、規制する必要があるとの見方を持っていた。フレッド・ターナーは、著書『カウンターカルチャーからサイバーカルチャーへ』（2006年）の中で、テクノロジーが戦後の世界に対して思いがけない影響を与えているのを見て、エンゲルバートの見解について自身の考えを述べた。
アメリカ軍は、世界を破壊しかねない技術を開発した。これを受けて科学者や技術者が世界中に散らばり、各々の知識を応用して疾病の根絶や食糧生産の増強に乗り出した。その多くは、冷戦下で第三世界諸国から忠誠を獲得するのが目的だった。エンゲルバートはこうした行動について読み、それがしばしば逆効果になっているのを見た。急速な食糧生産は土壌の枯渇につながり、昆虫の根絶は生態系の不均衡を招いた。
これが最終的に、コンピュータは単に計算を実行するだけでなく、人間の知能を "augment"、すなわち増強するのに使えるはずだという考えにつながった。

## デモ

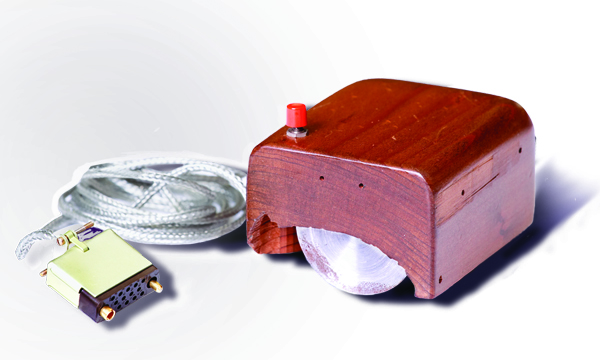
ダグラス・エンゲルバートのスケッチをもとにビル・イングリッシュが設計したマウス

1960年代初頭、エンゲルバートはコンピュータエンジニアとプログラマーから成るチームを結成し、スタンフォード大学のスタンフォード研究所（SRI）にオーグメンテーション研究所（ARC）を立ち上げた。コンピュータを単なる数値演算処理装置に限定せず、通信や情報の収集に使えるツールにするのが狙いだった。ヴァネヴァー・ブッシュが描いていたMemex装置のアイデアを実現し、コンピュータの対話的（インタラクティブ）な利用による人間の知能の増強を目指した。
アメリカ航空宇宙局（NASA）と ARPAの双方から助成金を得たエンゲルバートのチームは、6年をかけて、目指すコンピュータシステムの実現に必要なあらゆる要素を取りまとめていった。ARPAのディレクターを務めるロバート・テイラーの勧めによって、サンフランシスコのシビック・オーディトリウム（市民公会堂）を会場として開催される1968年秋季合同コンピュータ会議で、NLSを初めて一般公開することが決まった。
合同会議のセッションは、題名を A research center for augmenting human intellect とした。会場には、およそ1,000人のコンピュータ専門家が集まり、プレゼンを聴講した。聴衆の中には、アラン・ケイやチャールズ・アービー、アンドリーズ・ヴァン・ダム、ボブ・スプロールなどの著名な人物がいた。
エンゲルバートは、ビル・パクストンやビル・イングリッシュといったチームメンバーがそれぞれ会場とは別の場所からデモの進行をアシストする形で、NLSの機能を実演した。プレゼンの実施に関わる技術面は、イングリッシュが指揮を執った。エンゲルバートの操作が聴衆に見えるよう、NLSコンピュータの画面は、映像出力をアイドホールプロジェクターに接続して高さ 6.7メートル (22 ft) の大スクリーンに映し出された。
ARCの研究者らは、1968年当時としては高速な1200 ボーのモデムを特別に製作し、専用線を介して会場のコンピュータ・ワークステーションに接続されたキーボードとマウスからの入力を研究チームの本拠地であるメンロー・パークのラボに置かれているSDS-940コンピュータに転送した。
ラボと会場ホールの間で双方向の通信を実現するため、2本のマイクロ波回線が用意された。また、大スクリーンの表示を制御するため、イングリッシュはビデオ・スイッチャーを使った。メンロー・パーク側でカメラを担当したのはスチュアート・ブランドであった。ブランドはコンピュータ関係者ではなく、『全地球カタログ』の編者として当時よく知られていた人物で、デモの見せ方についてエンゲルバートとチームに助言した。
90分間のプレゼンで、エンゲルバートはマウスの試作機を使って画面上の移動やテキストの強調表示、ウィンドウのサイズ変更を行って見せた。画面上のテキストを操作する統合システムが一般公開されたのはこれが初めてだった。
デモでは、ARCチームのジェフ・ルリフソンやビル・パクストンが大スクリーンの一部に代わる代わる映し出されて、彼らがARCの研究所からテキストの遠隔編集を行う様子も実演された。編集中、彼らは互いに相手の画面が見ながら会話もできた。続いて、エンゲルバートは下線付きのテキストをクリックして別のページに記載された情報にリンクするハイパーテキストの概念を示した。
エンゲルバートがデモを終えると、聴衆からスタンディング・オベーションが送られた。引き続きシステムのデモを行い、NLSワークステーションをじっくり見てエンゲルバートに質問する機会を作るため、別室が用意された。NLSシステムに対するエンゲルバートの考え方は特徴的であった。これについて、フレッド・ターナーは著書の『From Counterculture to Cyberculture: Stewart Brand, the Whole Earth Network, and the Rise of Digital Utopianism』で次のように書いている。
エンゲルバートは、「ブートストラップ」という考え方を世に広めた。すなわち、社会的技術システムであるNLSによる実験で生じた変容を逐一システム自体にフィードバックし、システムを進化させる（そして、おそらく改善する）のだ。

## デモの影響

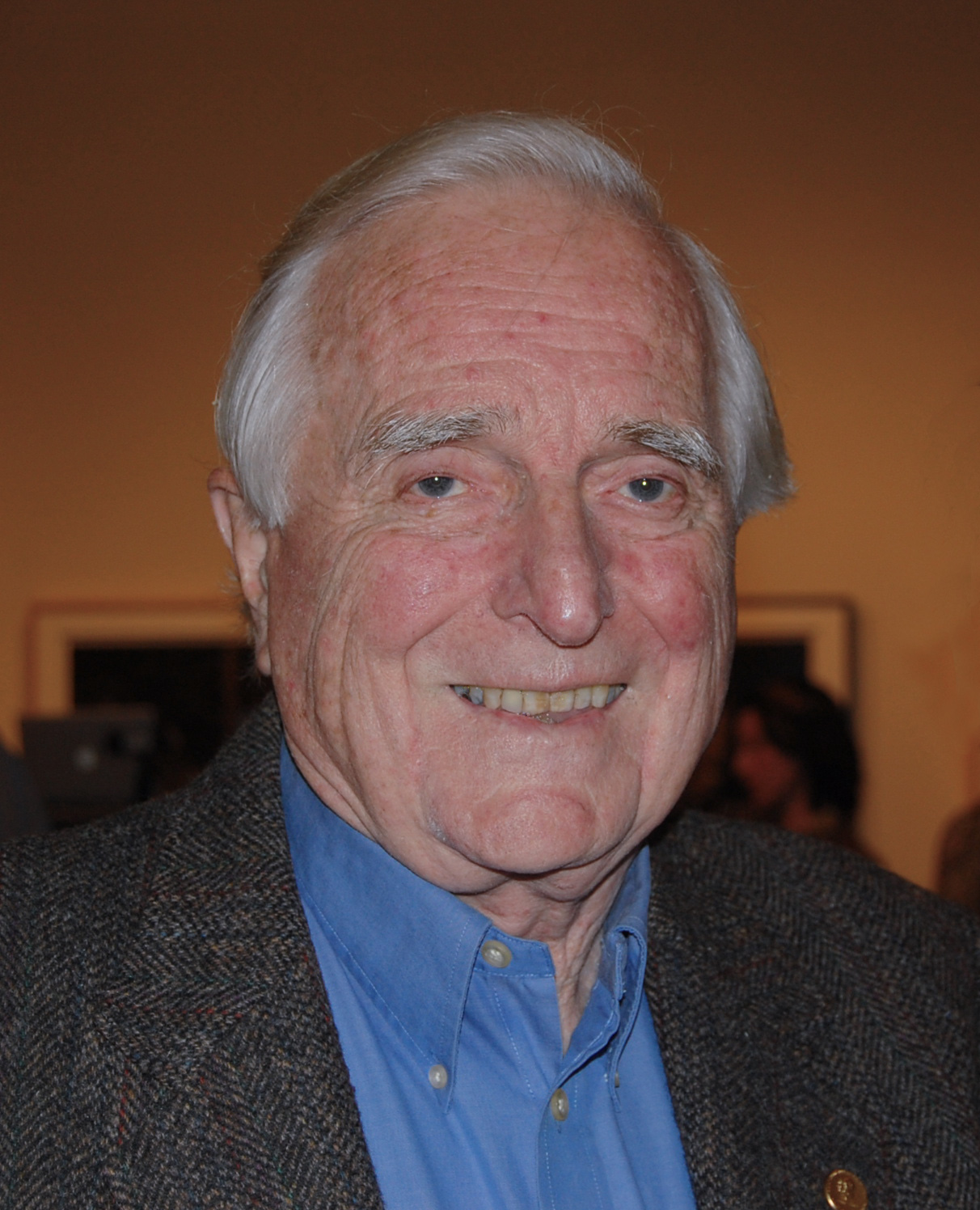
ダグラス・エンゲルバート近影。2008年の「すべてのデモの母」40周年記念イベント（於サンフランシスコ）にて

秋季合同コンピュータ会議のデモが行われるまで、コンピュータ科学界隈の大半がエンゲルバートを「奇人」と見なしていたのが、デモ後には「両手を使って稲妻を落とす」人物と評されるようになった。後の1970年代にコンピュータ・グラフィックス分野で指導的立場のひとりとなったヴァン・ダムも同様のシステムの開発を目指していたが、ようやく1967年に着手したばかりであった。エンゲルバートのNLSの完成度に衝撃を受けたヴァン・ダムは、プレゼン後のQ&Aセッションでエンゲルバートに詰め寄らんばかりに、次々と質問を浴びせた。質問を終えたヴァン・ダムは、結局エンゲルバートのデモが、それまで見たことのないすばらしいデモだったと認めた。しかし、ヴァン・ダムによれば、このデモがコンピュータ科学に与えた実際の影響は限定的だった。
誰もが驚き、とてつもなくすごいと思ったのに、それだけだった。それ以上の影響がなかったのだ。皆がまだ機械式テレタイプを使い、CRT付き端末にすら移行していない時代にあって、あまりにも手の届かない世界だったからだ。研究に熱心な小規模のコミュニティで興味を持った者たちはいたが、コンピュータ分野の全体に対しては影響力を及ぼさなかった。
—アンディ・ヴァン・ダム、Reflections on a Half-Century of Hypertext （29:15）、ハイパーテキスト2019カンファレンスの基調講演より
1970年代に入ると、エンゲルバートのチームメンバーはARCを去り、各々の道を進んだ。結果的に多くはゼロックスのパロアルト研究所（PARC）に行き着いた。その1人が、マウスの改善をさらに進めたビル・イングリッシュである。NASAとARPAの一員としてエンゲルバートを支援したロバート・テイラーもPARCに移った。アラン・ケイも会場でデモを見た1人で、その後PARCでSmalltalkと呼ばれるオブジェクト指向のコンピューティング環境を設計した。
1973年には、Xerox Altoが完全に機能するに至った。Altoはエンゲルバートが1968年のデモで使用したNLS端末に似たパーソナルコンピュータであったが、はるかに小型で洗練されていた。マウスによる操作が可能なGUIを備えたAltoは、スティーブ・ジョブズに影響を与え、ひいては1980年代に登場したアップルMacintoshコンピュータとそのオペレーティングシステムにも影響を与えた。最終的に、マイクロソフトもWindowsオペレーティングシステムでMacintoshに続き、AltoやNLSシステムと同様の多ボタン型マウスを採用した。
エンゲルバート自身の影響力は、1968年の合同会議が頂点だった。1970年代、そして1980年代の大半を通して、彼はマウスとハイパーテキストの発明者として人々の記憶に残り、これらがアップルとマイクロソフトに採用されたのは有名な話になった。デモから30周年を迎えた1998年、スタンフォード大学は大規模なカンファレンスを開催し、先駆者としてコンピューティングとWorld Wide Webに影響を与えたエンゲルバートを称えた。40周年の記念イベントでは、エンゲルバートのデモが、コンピュータの歴史において最も重要なデモのひとつとして認められた。2018年には、ダグラス・エンゲルバート協会とヴィントン・サーフ、コンピュータ歴史博物館、Googleがスポンサーとなって50周年記念イベントが開かれた‌。